# このお姉さんはフィクションです!?
『このお姉さんはフィクションです!?』（このおねえさんはフィクションです）は、むつきつとむによる日本の漫画作品。話数カウントは「Episode.n」である。『COMICすもも』（双葉社）にて連載を開始、同誌VOL.11を最後に、『コミックハイ!』（同）に移籍した。単行本は双葉社からアクションコミックスのレーベルで刊行されている。なお『コミックハイ!』は、本作品の連載終了後3か月（2015年6月号）にて休刊。